# Paradroid
Paradroid est un jeu vidéo développé par Graftgold, sorti en 1985 sur Commodore 64. 

## Système de jeu
Le joueur contrôle un robot envoyé dans un vaisseau errant dans le but de le détruire. Les ennemis ne sont visibles que lorsqu'ils se trouvent dans l'alignement du robot. Le joueur a la possibilité de prendre le contrôle de n'importe quel autre robot en le piratant via un mini-jeu.